# Пережогин, Юрий Николаевич
Юрий Николаевич Пережогин (род. 4 мая 1947, Пенза) — советский хоккеист, нападающий. Мастер спорта СССР. Советский и российский тренер. Заслуженный тренер РСФСР (1991).

## Биография
Занимался на «Труде» в группе Бориса Минаева, с 1964 года — в новоорганизованой ДЮСШ по хоккею с шайбой. В сезоне 1966/67 дебютировал в «Дизелисте». Весной 1967 всесте с рядом игроков перешёл в тюменский «Водник». В 1973 году вернулся в Пензу, с 1978 года — играющий тренер «Дизелиста», в 1982 году завершил карьеру игрока. Два года отучился в Высшей школе тренеров. В 1983 году был назначен главным тренером «Дизелиста». Проработал на этом посту до 1998 года, когда после первого этапа его сменил Юрий Воробьёв. В первой половине следующего сезона возглавлял ХК «Воронеж». С 25 октября 1999 до конца следующего сезона — вновь главный тренер «Дизелиста».
Окончил Пензенский педагогический институт (1978).
Работал главным тренером в клубах «Янтарь» Северск (2001/02 — с 1 января, 2002/03 — с середины сезона), «Южный Урал» (2002/03 — первая половина сезона, 2007/08 — с 5 ноября), «Мотор» Барнаул (2004/05 — до 21 октября), «Спутник» Нижний Тагил (21 октября 2004—2005/06), «Зауралье» Курган (2006/07 — 27 сентября 2007).
В сезоне 2015/16 — тренер-консультант «Дизеля».
Сын Сергей (род. 1969) также хоккеист.